# Ota Filip

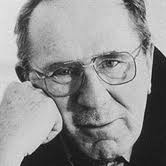
Ota Filip, etwa 1997

Ota Filip (* 9. März 1930 in Slezská Ostrava, Tschechoslowakei; † 2. März 2018 in Garmisch-Partenkirchen) war ein tschechischsprachiger Schriftsteller, der seit seiner Ausbürgerung 1974 aus der Tschechoslowakei in der Bundesrepublik Deutschland lebte und auch auf Deutsch schrieb. Er gilt als eine bedeutende Persönlichkeit der tschechischen Exilliteratur.

## Leben
Ota Filip wurde 1930 als Sohn eines tschechischen Konditors in Slezská Ostrava (Ostrau) geboren, seine Mutter war polnischer bzw. galizischer Herkunft. Er verbrachte seine Jugend in Ostrava und Prag und arbeitete nach dem Abitur (1948) und einem Fernstudium in Literatur und Journalistik an der Karls-Universität Prag als Redakteur bei verschiedenen Zeitungen und im Rundfunk. 1959 trat er der Kommunistischen Partei bei, wurde aber 1960 bereits wegen kritischer Äußerungen aus ihr ausgeschlossen. 1960 und 1969 wurde er wegen „Unterwühlung von Staat und Gesellschaft“ zu Haftstrafen und Zwangsarbeit verurteilt und arbeitete als Bergarbeiter, Lkw-Fahrer und Bauarbeiter. Trotz Schreibverbot verfasste er Romane, deren Manuskripte unter politischen Sympathisanten in der Bundesrepublik Deutschland und Österreich kursierten. In dieser Zeit entstand u. a. sein Roman Cafe an der Straße zum Friedhof, für den er 1967 den Großen Preis der Stadt Ostrava erhielt. 1968, während des Prager Frühlings arbeitete er als Verlagslektor. Ein Jahr nach der Niederschlagung des Prager Frühlings wurde er 1969 erneut wegen angeblich systemkritischer Publikationen verhaftet und zu 18 Monaten Haft verurteilt. Danach war er als Möbelmonteur, Lastwagenfahrer und Bauarbeiter tätig.
1974 wurde er mit seiner Familie ausgebürgert und lebte seitdem als freier Schriftsteller und politischer Journalist in der Bundesrepublik Deutschland, wo er u. a. als Lektor für den S. Fischer Verlag arbeitete. 1977 erhielt er die deutsche Staatsbürgerschaft. Seit dem Zusammenbruch des Ostblocks widmete er sich in Aufsätzen und Büchern vor allem dem Thema der deutsch-tschechischen Versöhnung. Er war Mitglied der Bayerischen Akademie der Schönen Künste, des deutschen PEN-Zentrums und des Tschechischen Schriftstellerverbandes.
Filip verfasste unter anderem satirische Kurzgeschichten aus der Tschechoslowakei der kommunistischen Ära. Eine seiner Figuren ist der Arbeiter Josef Nowak, der gegen die Widrigkeiten des sozialistischen Alltags kämpft.
Aufgrund 1997 in Prag entdeckter Dokumente entstand eine öffentliche Diskussion wegen Filips Tätigkeit für den Geheimdienst StB in den 1950er und 1970er Jahren. Filip bestritt nicht seine Verstrickung, wandte sich jedoch gegen die Vorwürfe, dabei Verfolgten des Regimes persönlichen Schaden zugefügt zu haben. Er verwies auf die Zwänge eines totalitären Systems, konkret auf die Bedingungen seiner Einzelhaft, denen schwer zu entrinnen sei, und gab zu, unter diesen Bedingungen versagt zu haben, was er sehr bedauerte.
Ota Filip starb am 2. März 2018, eine Woche vor seinem 88. Geburtstag.

## Auszeichnungen
Ota Filip erhielt u. a. 1986 den Adelbert-von-Chamisso-Preis für deutschsprachige Migrantenliteratur verliehen, 1991 den Andreas-Gryphius-Preis und Die Löwenpfote (Münchner Großstadtpreis für Literatur), 1999 das Stipendium der Villa Massimo in Rom. Im Jahr 2010 hatte er die Chamisso-Poetikdozentur an der Technischen Universität Dresden inne. Am 28. Oktober 2012 verlieh ihm der Präsident der Tschechischen Republik die Medaille für besondere Verdienste im Bereich der schönen Künste.

## Werke
- Das Café an der Straße zum Friedhof: Roman. S. Fischer, Frankfurt am Main 1968.
- Ein Narr für jede Stadt: Roman. S. Fischer, Frankfurt am Main 1969.
- Die Himmelfahrt des Lojzek Lapáček aus Schlesisch Ostrau: Roman. S. Fischer, Frankfurt am Main 1973.
- Wallenstein und Lukretia: Roman. S. Fischer, Frankfurt am Main 1978.
- Maiandacht: Roman. S. Fischer, Frankfurt am Main 1980 (Originaltitel "Poskvrněné Početi" 1976)
- Großvater und die Kanone: Roman. S. Fischer, Frankfurt am Main 1981.
- Tomatendiebe in Aserbaidschan und andere Satiren. Fischer Taschenbuchverlag, Frankfurt am Main 1981.
- Die Sehnsucht nach Procida: Roman. S. Fischer, Frankfurt am Main 1988.
- Die stillen Toten unterm Klee: Wiedersehen mit Böhmen. Langen-Müller, München 1992.
- Café Slavia: Roman. S. Fischer, Frankfurt am Main 1985; Neuausgabe: Herbig, München 2001.
- Der siebente Lebenslauf: autobiographischer Roman. Herbig, München 2001.
- Das Russenhaus: Roman um Gabriele Münter und Wassily Kandinsky. LangenMüller, München 2005.
- Osmý čili nedokončený životopis. Host, Brno 2007.

## Sekundärliteratur
- Jan Kubica: Spisovatel Ota Filip. Větrné mlýny, Prag 2012, ISBN 978-8-07443046-6.
- Verspätete Abrechnungen von Ota Filip, mit einem Beitrag von Walter Schmitz sowie einer Bibliografie. Thelem, Dresden 2012. ISBN 978-3-942-41143-1 (veröffentlichte 9. Dresdner Chamisso-Poetikvorlesungen).[8]
- Kliems, Alfrun: Im Stummland Zum Exilwerk von Libuše Moníková, Jiří Gruša und Ota Filip, Lang, Frankfurt am Main/Berlin/Bern/Bruxelles/New York/Oxford/Wien 2003, ISBN 978-3-631-39983-5.
- Massum Faryar: Fenster zur Zeitgeschichte – eine monographische Studie zu Ota Filip und seinem Werk, Mensch-und-Buch-Verl., Berlin 2005
- Heinz Ludwig Arnold (Hrsg.): Kritisches Lexikon zur deutschsprachigen Gegenwartsliteratur. München, edition text + kritik
- Bayerische Akademie der Schönen Künste, Nachruf auf Ota Filip (Friedrich Denk): https://www.badsk.de/aktuelles/nachruf/nachruf-auf-ota-filip